# Xanthe (Tochter des Okeanos)
Xanthe (altgriechisch Ξάνθη Xánthē, deutsch ‚die Blonde‘) ist der Name einer Okeanide, also einer Tochter der Titanen Okeanos und Tethys in der griechischen Mythologie.
Xanthe war außerdem der Beiname mehrerer Göttinnen, unter anderem der Demeter.
Nach Xanthe wurde der gleichnamige Asteroid benannt.